# Taye Taiwo
Taye Ismaila Taïwo (født 16. april 1985 i Lagos, Nigeria) er en nigeriansk fodboldspiller, der spiller som venstre back i RoPS i Finland. Han har tidligere spillet for blandt andet Olympique Marseille, Queens Park Rangers og Bursaspor.

## Landshold
Taiwo har (pr. april 2018) spillet 54 kampe og scoret otte mål for Nigerias landshold, som han debuterede for i 2004. Han har repræsenteret sit land ved VM i 2010 i Sydafrika, samt ved Africa Cup of Nations i både 2006, 2008 og 2010.

## Titler
Ligue 1:
- 2010 med Olympique Marseille